# Парельяс
Парельяс (порт. Parelhas) — муниципалитет в Бразилии, входит в штат Риу-Гранди-ду-Норти. Составная часть мезорегиона Центр штата Риу-Гранди-ду-Норти. Входит в экономико-статистический микрорегион Серидо-Ориентал. Население составляет 20 608 человек на 2006 год. Занимает площадь 513,052 км². Плотность населения — 40,2 чел./км².

## История
Город основан в 1927 году.

## Статистика
- Валовой внутренний продукт на 2003 год составляет 47 844 469,00 реалов (данные: Бразильский институт географии и статистики).
- Валовой внутренний продукт на душу населения на 2003 год составляет 2390,19 реалов (данные: Бразильский институт географии и статистики).
- Индекс развития человеческого потенциала на 2000 год составляет 0,704 (данные: Программа развития ООН).

## Важнейшие населенные пункты
| № | Населённый пункт       | Населённый пункт (порт.) | Категория | Население чел. (2010) | На карте                       |
| - | ---------------------- | ------------------------ | --------- | --------------------- | ------------------------------ |
| 1 | Парельяс               | Parelhas                 | город     | 17 084                | 6°41′28″ ю. ш. 36°39′35″ з. д. |
| 2 | Санту-Антониу-да-Кобра | Santo Antônio da Cobra   | поселок   | 566                   | 6°36′19″ ю. ш. 36°34′31″ з. д. |
| 3 | Жуазейру               | Juazeiro                 | поселок   | 340                   | 6°37′17″ ю. ш. 36°37′09″ з. д. |